# مبارک البریک
مبارک البریک (انگلیسی: Mubarak Al-Breik؛ زادهٔ ۲۷ آوریل ۱۹۹۵) یک ورزشکار است.